# Treibjagd (Comic)
Treibjagd (Originaltitel: Partie de Chasse) ist ein von Pierre Christin getexteter und von Enki Bilal gezeichneter Comic, der als Album 1983 bei Dargaud veröffentlicht wurde. Zuvor erschien der Politthriller in zwei Teilen ab 1981 in dem französischen Comicmagazin Pilote. Auf Deutsch erschien er zum ersten Mal 1985 im Carlsen Verlag. In der Pseudo-Dokumentation blutigen Machtstrebens plant eine Gruppe desillusionierter führender alter Männer aus verschiedenen Staaten des Warschauer Pakts den Mord an einem aufstrebenden Mitglied des Politbüros um einen Rückfall in den Stalinismus zu verhindern.
2008 wurde der Comic zusammen mit Der Schlaf der Vernunft, einem weiteren Politthriller Christins und Bilals unter dem Titel Fins de Siècle bei Ehapa neu veröffentlicht.
Durch den geheimnisvollen Fremden, der am Bahnhof verhaftet wird, ist der Comic lose mit den Légendes d'aujourd'hui von Christin und Bilal verbunden.

## Handlung
Im Winter 1983 durchquert ein sowjetischer Zug die tiefverschneite Landschaft in den polnischen Karpaten mit dem Ziel Krolowka. Der nach einer Gesichtslähmung verstummte Veteran der Oktoberrevolution und Angehöriger des Politbüros Wassili Alexandrowitsch Tschewtschenko hat in der dortigen Umgebung eine Jagd organisiert. Mit ihm im Zug befinden sich sein Vertrauter Jewgenij Golozow, Mitglied des ZK und ein junger französischer Dolmetscher. Während der Fahrt erzählt Golozow dem Franzosen Episoden aus Tschewtschenkos Leben, sein Zusammentreffen mit Lenin, seine Rolle während und nach der Revolution und seine Zerrissenheit während der Stalinistischen Säuberungen, als seine große Liebe Vera Nikolajewna Tretjakowa verhaftet und hingerichtet wird.
In einer abgelegenen Villa treffen nach und nach die übrigen Teilnehmer der Jagd zusammen. Es handelt sich bei ihnen um Genossen aus den verschiedenen sozialistischen Bruderländern, deren Lebenswege und Schicksale alle mit dem Wassili Alexandrowitsch Tschewtschenkos verknüpft sind. In Rückblenden werden deren Rollen beim Ungarnaufstand, beim Prager Frühling usw. erzählt.
Am Abend des ersten Jagdtages finden sich die beiden letzten Teilnehmer ein, der ostdeutsche Günther Schütz, ein führender Mann im COMECON und Sergej Schawanidse, der designierte Nachfolger Tschewtschenkos. In den folgenden Gesprächen wird deutlich, dass die beiden Neuankömmlinge eine andere Einstellung bezüglich der Parteilinie einnehmen als die Anwesenden. Als bei der Wildschweinjagd am nächsten Tag der Pole Tadeusz Boczek durch einen Meisterschuss Tschewtschenkos vor einem angreifenden Keiler gerettet wird, erfährt der Franzose zufällig von einem am nächsten Tag geplanten Ereignis.
Für diesen Tag ist eine Bärenjagd angesetzt, Tschewtschenko weist jedem einen Platz zu, Sergej Schawanidse ist mit dem seinen unzufrieden, weil er von dort keine Chance sieht den Bären zu erlegen. Nach langer Wartezeit und schlechten Sichtverhältnissen sehen Golozow und der Franzose, die gemeinsam Stellung bezogen haben eine Gestalt. Golozow fordert den Franzosen auf zu schießen, was dieser befolgt. Fast zeitgleich fällt ein zweiter Schuss. Sie sehen nach und finden die Leiche Schawanidses, der seine Stellung verlassen hat. Günther Schütz, der ausspricht, dass dies geplanter Mord war und kein Jagdunfall, wird von den anderen zum Schweigen gezwungen.
Bei der etwas übereilten Rückreise im Zug nach Moskau gilt der Reformkommunist Golozow bereits als Nachfolger Tschewtschenkos, der Franzose stellt fest, dass er nur als nützlicher Idiot bei der Jagd war und Tschewtschenko erschießt sich in seinem Abteil.

## Nachruf
1990 nach dem Fall der Berliner Mauer und dem Zusammenbruch des Ostblocks erweiterten die Autoren den Comic um einen als Nachruf betitelten Abschnitt (dt. 1993). In diesem reflektiert Günther Schütz den Untergang des real existierenden Sozialismus, erzählt die weiteren Schicksale der beteiligten Personen und sprengt am Ende die Villa mit den 1990 noch lebenden Teilnehmern der Jagd, die er für mitschuldig am Untergang des real existierenden Sozialismus hält, in die Luft.

„Was wir getan haben, war richtig. Doch nichts konnte uns davor bewahren, das Falsche zu tun“

## Rezeption
In der Liste Die hundert besten Comics aller Zeiten der Comic Speedline steht Treibjagd auf Platz 49.
Im Band Die Geister von Inverloch der Reihe Valerian und Veronique von Pierre Christin und Jean-Claude Mézières gehören die oben geschilderten Ereignisse zu denen, die die Agenten des Raum-Zeit-Service beunruhigen.

## Nachweise
1. ↑  Veröffentlichung in Pilote 1981
2. ↑  Veröffentlichung in Pilote 1982
3. ↑  Treibjagd beim Deutschen Comic Guide
4. ↑  Marcel Feige: Das große Comiclexikon S. 69, Schwarzkopf&Schwarzkopf, Berlin, 2001, ISBN 3-89602-285-7
5. ↑  Pierre Christin, Enki Bilal Fins de Siècle Ehapa, Köln, 2008, ISBN 978-3-7704-3244-8
6. ↑  Pierre Christin, Enki Bilal Treibjagd S. 20, Carlsen Verlag 1993, ISBN 3-551-72259-5
7. ↑  Zur Ortsbestimmung: Am Bahnhof der (wohl fiktiven) Stadt Krolowka ist ein Wegweiser nach Strzyżów abgebildet. Treibjagd S. 21
8. ↑  Treibjagd S. 87
9. ↑  Treibjagd bei Comic Speedline
10. ↑  Valerian & Veronique Gesamtausgabe Band 4, S. 147, ISBN 978-3-551-02555-5